# Cmentarz-Pomnik w Wawrze
Cmentarz-Pomnik w Wawrze – pierwotnie wojenny, a obecnie symboliczny cmentarz znajdujący się w warszawskiej dzielnicy Wawer.

## Opis
Cmentarz powstał w rezultacie dokonanej przez Niemców w grudniu 1939 zbrodni w Wawrze. Spośród 107 ofiar większość została pochowana w miejscu egzekucji w sześciu rowach. Niektóre ciała, wykradzione przed pochówkiem przez rodziny, spoczęły w grobach rodzinnych na pobliskich nekropoliach. Szerokie echo jakim odbiła się niemiecka zbrodnia spowodowało patriotyczne manifestacje mieszkańców Wawra, Warszawy i okolic. Odwiedzający miejsce pochówku ofiar zbrodni zapalali świeczki i składali kwiaty. Niezadowolona z tego administracja niemiecka postanowiła (decyzja Kreishauptmana powiatu warszawskiego) o likwidacji cmentarza. W rezultacie tej decyzji w czerwcu 1940 przeniesiono 76 ciał na cmentarz Ofiar II Wojny Światowej w Wawrze, 11 ciał na cmentarz żydowski na Woli w Warszawie, zaś pozostałe do grobów rodzinnych na okolicznych nekropoliach.
Jesienią 1944 z polecenia prezydenta Warszawy Mariana Spychalskiego oraz starosty Stanisława Krupki teren egzekucji ogrodzono, natomiast w grudniu powstał pierwszy pomnik. W 1946 zawiązało się Stowarzyszenie Rodzin po Rozstrzelanych w Wawrze 27 grudnia 1939, które zajęło się gromadzeniem środków na stosowne upamiętnienie ofiar. Właściciel działki, na której miała miejsce egzekucja przekazał ją gminie Wawer z przeznaczeniem na Cmentarz-Pomnik. 
W 1949 upamiętnienie zostało otwarto. Składa się na nie plac otoczony lipami, w którego środkowej części znajduje się sarkofag z napisem Poległym za niepodległość Polski, flankowany rzeźbami dłuta Józefa Gazy przedstawiającymi Polonię i Bojownika z faszyzmem. Cokoły rzeźb zawierają nazwiska ofiar. W głębi znajdują się krzyże i macewy oraz zachowany fragment płotu, przy którym miała miejsce egzekucja.